# Extremidad
Se llaman extremidades o miembros a los órganos externos, articulados con el tronco, que cumplen funciones de locomoción, vuelo o manipulación de objetos en los animales. En lenguaje vulgar, se les llama «patas» a las extremidades de los animales cuadrúpedos, a las inferiores de las aves y a las de los insectos.
En el caso del ser humano, las extremidades pueden tener otras funciones. Las manos, que son la terminación de los miembros superiores, tuvieron una importancia crucial en la evolución humana, como resultado del bipedismo, según diversos autores —como Edgar Morin en "El paradigma perdido: la naturaleza del hombre" (1971)—, en donde se refiere a la dialéctica «pie-mano-cerebro».
Tratándose del cuerpo humano, las extremidades son los miembros superiores o torácicos y los miembros inferiores o pelvianos, que en lenguaje coloquial constituyen los brazos y piernas respectivamente. 
No obstante, en sentido estricto —anatómico— brazo y pierna no son sino dos segmentos más de los que componen el miembro superior e inferior. En el caso de los cuadrúpedos, se habla de extremidades anteriores y posteriores.